# 畑七右衛門
畑 七右衛門（七右衞門、はた しちうえもん、1883年（明治16年）1月6日 - 1958年（昭和33年）5月26日）は、日本の政治家。衆議院議員（1期）。旧姓・長沢、前名・留治郎。和孝に改名。

## 経歴
京都府天田郡、のちの細見村（三和村、三和町を経て現福知山市）に長沢又三郎の六男として生まれる。兵庫県在住の先代畑七右衛門の養子となる。兵庫県立柏原中学校（現・兵庫県立柏原高等学校）を卒業し、その後日露戦争に従軍する。1916年に家督を相続して七右衛門を襲名する。春日部村収入役、同村長を務め、兵庫県議、同議長、県農会特別議員に選ばれる。ほか多利信用購買組合長、春日部村信用組合長、同農会長、黒井銀行、葛野銀行各取締役などを務める。
1932年の第18回衆議院議員総選挙において兵庫5区（当時）から立憲政友会公認で立候補して当選。1936年の第19回衆議院議員総選挙では昭和会から立候補したが落選した。